# Ain't That a Shame
Ain't That a Shame (även under titeln Ain't It a Shame) är en låt lanserad av Fats Domino 1955. Domino hade tidigare haft skivframgångar, men denna låt var hans stora genombrott på popmarknaden. Låten blev dock först mer framgångsrik i en coverversion av Pat Boone som nådde förstaplatsen på Billboard-listan. John Lennon spelade in den till sitt "oldies-album" Rock 'n' Roll (1975).
Magasinet Rolling Stone listade Fats Dominos inspelning av låten som #431 på listan The 500 Greatest Songs of All Time.

## Listplaceringar, Fats Domino
- Billboard Hot 100, USA: #10[1]
- Billbiard R&B Singles: #1
- UK Singles Chart, Storbritannien: #23[2]